# Bolesław Jerzy II
Jerzy II, znany także jako Bolesław Jerzy II, Bolesław Trojdenowicz, Bolesław Jurij, (łac. natus Dux et totius Rusiae minoris w tłumaczeniu „książę całej Rusi mniejszej”, ukr. Юрій-Болеслав Тройденович, ur. ok. 1310, zm. 21 marca 1340) – książę halicko-wołyński w latach 1325-1340.

## Życiorys
Bolesław Jerzy II był najstarszym synem księcia mazowieckiego Trojdena I z rodu Piastów i Marii Halickiej (Marija Jurijiwna), córki księcia halicko-wołyńskiego Jerzego I Lwowicza. Był po kądzieli i po mieczu praprawnukiem księcia Konrada mazowieckiego.
Na chrzcie książę otrzymał imię Bolesław, dopiero po objęciu tronu w Haliczu i przyjęciu prawosławia przybrał miano Jerzy II, na cześć dziadka, Jerzego I. Obrządek prawosławny wkrótce jednak porzucił za namową papieża Jana XXII.
W 1323 zmarli (zapewne otruci) dwaj ostatni książęta z dynastii Rurykowiczów halickich (Romanowiczów) – Andrzej II i Lew II, a pretensje do bogatej ziemi wysunęli władcy: polski Władysław Łokietek, węgierski Karol Robert, mazowiecki Trojden I, oraz litewski Giedymin. Kandydatura mazowiecka początkowo wydawała się najsłabsza, syn Trojdena I – Bolesław był jednak osobą, na którą mogły się zgodzić wszystkie strony konfliktu, licząc że będą w stanie roztoczyć pełne zwierzchnictwo nad młodym (15-letnim) Piastowiczem. Wyprawa zbrojna na Ruś pod wodzą Władysława Łokietka, z posiłkami Karola Roberta, ruszyła jeszcze pod koniec 1323 lub na początku roku następnego.
Na przełomie lat 1324-1325 na prośbę bojarów na tronie halicko-wołyńskim zasiadło dwóch braci ze Śląska, lecz na początku 1325 roku władzę książęcą przejął wybrany przez bojarów wołyńskich Bolesław Trojdenowicz. Po przejściu na prawosławie, jako Jerzy II (Jurij), otrzymał tytuł „urodzonego księcia i władcy Rusi” (natus dux et dominus Russiae). Objął tron we Włodzimierzu, któremu nadał status stolicy.
Przez cały okres rządów Bolesław Jerzy II musiał się liczyć z dość silną opozycją wewnętrzną – niechętną zbyt mocnej władzy. Drugim czynnikiem potęgującym stan ciągłego zagrożenia byli – ciągle niezwykle silni – Tatarzy uzurpujący sobie prawo swobodnego osadzania w Haliczu książąt.
Bolesław Jerzy II chcąc zneutralizować niebezpieczeństwo utraty tronu swoje rządy oparł na dobrych stosunkach z Polską Władysława Łokietka i Kazimierza Wielkiego. Na swoją stronę księcia bezskutecznie próbowała przeciągnąć dyplomacja krzyżacka. W celu zabezpieczenia swoich włości przed niebezpieczeństwem litewskim Bolesław Jerzy za pośrednictwem stryja Wacława płockiego nawiązał kontakty z tamtejszym władcą Giedyminem. W 1331 został zawarty nawet formalny sojusz umocniony ślubem księcia z córką wielkiego księcia Giedymina (dziadek Jagiełły) księżniczką Eufemią, siostrą królowej Aldony Anny Giedyminówny, pierwszej żony Kazimierza Wielkiego.
Zarzucano mu nadmierną opiekę nad mieszczanami i cudzoziemcami, zbyt łagodne traktowanie katolickiego kleru i ograniczenie wpływów panów wołyńskich. Jak zapisał jeden z roczników polskich Bolesław Jerzy „usiłował zmienić ich prawa i obyczaje”, co nie wpłynęło pozytywnie na jego popularność wśród miejscowych bojarów.
W 1338 książę halicki udał się na zjazd w Wyszehradzie, gdzie wspólnie z Kazimierzem Wielkim i Karolem Robertem zastanawiano się m.in. nad kwestią pomocy wojskowej dla Halicza w celu rozgromienia opozycji. Na spotkaniu tym podpisano również układ przewidujący, że w razie bezpotomnej śmierci Bolesława władzę nad jego księstwem miał przejąć król Polski. W 1339 Bolesław lokował na prawie magdeburskim miasto Sanok jako pierwsze na Rusi Halickiej.
Bolesław II Jerzy zmarł bezpotomnie 7 kwietnia 1340. Jak podaje rocznik małopolski został on „przez swoich otruty” (bojarów ruskich); na wieść o przyczynie śmierci Jerzego II, król Polski Kazimierz III Wielki wyprawił się na Ruś, gdzie po zdobyciu Lwowa a przed powrotem do Królestwa ustanowił spośród swoich rycerzy starostę dla ziemi lwowskiej i miasta Lwowa, a w samym mieście pozostawił część swojego wojska dla zabezpieczenia przyrzeczenia o wierności złożonego przez ruskich panów królowi Kazimierzowi Wielkiemu.

## Wywód rodowodowy
| 4. Bolesław II mazowiecki |  |                  |  |  |                      |
|                           |  | 2. Trojden I     |  |  |                      |
| 5. Gaudemunda Zofia       |  |                  |  |  |                      |
|                           |  |                  |  |  | 1. Bolesław Jerzy II |
| 6. Jerzy I                |  |                  |  |  |                      |
|                           |  | 3. Maria Halicka |  |  |                      |
| 7. Eufemia kujawska       |  |                  |  |  |                      |
|                           |  |                  |  |  |                      |

## Literatura dodatkowa
- Henryk Paszkiewicz: Bolesław (†1340). W: Polski Słownik Biograficzny. T. 2: Beyzym Jan – Brownsford Marja. Kraków: Polska Akademia Umiejętności – Skład Główny w Księgarniach Gebethnera i Wolffa, 1936, s. 270–271. Reprint: Zakład Narodowy im. Ossolińskich, Kraków 1989, ISBN 83-04-03291-0
- Witalij Mychajałowśkyj: JURIJ II, Jurij-Bołesław Trojdenowycz. W: Encykłopedija istoriji Ukrajiny. T. 10: Т – Я. Kijów: Naukowa dumka, Instytut Historii Ukrainy PAN Ukrainy, 2013, s. 705–706. ISBN 978-966-00-1359-9. (ukr.).